# Pseudoneureclipsis jaret
Pseudoneureclipsis jaret är en nattsländeart som beskrevs av Malicky och Chantaramongkol 1993. Pseudoneureclipsis jaret ingår i släktet Pseudoneureclipsis och familjen fångstnätnattsländor. Inga underarter finns listade i Catalogue of Life.